# Alquimia en el mundo islámico medieval
La alquimia en el mundo islámico medieval se refiere tanto a la tradicional alquimia como a la temprana química práctica (la temprana investigación química de la naturaleza en general) realizada por eruditos musulmanes en el mundo islámico medieval. La palabra alquimia se derivó de la palabra árabe كيمياء o kīmiyāʾ y puede derivar en última instancia de la palabra antiguo egipcio kemi, que significa negro.
Después de la caída del Imperio Romano de Occidente y la conquista islámica de Egipto romano, el desarrollo alquímico se centró en el Califato y la civilización islámica. Se sabe mucho más sobre la alquimia islámica ya que estaba mejor documentada; la mayoría de los escritos anteriores que han llegado hasta nuestros días se conservaron como traducciones al árabe.

## Definición y relación con las ciencias medievales occidentales
Al considerar las ciencias islámicas como una práctica distintiva y local, es importante definir palabras como "árabe", "islámico", "alquimia" y "química". Para comprender mejor los conceptos discutidos en este artículo, es importante entender lo que significaban históricamente estos términos. Esto también puede ayudar a aclarar cualquier malentendido sobre las posibles diferencias entre la alquimia y la química temprana en el contexto medieval. Como escribe A.I. Sabra en su artículo titulado "Situating Arabic Science: Location versus Essence", "el término ciencia árabe (o islámica) denota las actividades científicas de individuos que vivieron en una región que se extendía aproximadamente desde el siglo VIII d.C. hasta el comienzo de la era moderna, y geográficamente desde la península ibérica y África del Norte hasta el valle del Indo y desde Arabia del Sur hasta el Mar Caspio, es decir, la región que abarcó la mayor parte de ese período por lo que llamamos civilización islámica, y en la cual los resultados de las actividades a las que se hace referencia se expresaron en su mayor parte en el idioma árabe." Esta definición de ciencia árabe proporciona la idea de que hay muchos factores distintivos para contrastar con la ciencia del hemisferio occidental en cuanto a ubicación física, cultura e idioma, aunque también hay varias similitudes en los objetivos perseguidos por los científicos de la Edad Media y en los orígenes del pensamiento del cual ambos se derivaron.
Lawrence Principe describe la relación entre la alquimia y la química en su artículo titulado "Alchemy Restored", en el que afirma: "La búsqueda de la transmutación metálica, lo que llamamos 'alquimia', pero que es más precisamente denominada 'Crisopea', en el siglo XVII generalmente se veía como sinónimo o como un subconjunto de la química." Por lo tanto, propone que la antigua ortografía de la química como "chymistry" se refiere a una ciencia unificada que incluye tanto la alquimia como la química temprana. Principe argumenta además que "[t]odas sus actividades químicas estaban unificadas por un enfoque común en el análisis, la síntesis, la transformación y la producción de sustancias materiales." Por lo tanto, no hay un contraste definido entre los dos campos hasta principios del siglo XVIII. Aunque la discusión de Principe se centra en la práctica occidental de la alquimia y la química, este argumento también se aplica al contexto de la ciencia islámica al considerar la similitud en la metodología e inspiraciones aristotélicas, como se menciona en otras secciones de este artículo. Esta distinción entre la alquimia y la química temprana es principalmente semántica, aunque con una comprensión de los usos anteriores de las palabras, podemos entender mejor la falta histórica de connotaciones distintivas con respecto a los términos, a pesar de sus connotaciones modificadas en contextos modernos.
La transmisión de estas ciencias a lo largo de los hemisferios oriental y occidental también es importante para comprender las diferencias entre las ciencias de ambas regiones. Los inicios de la difusión cultural, religiosa y científica entre las sociedades occidental y oriental comenzaron con las exitosas conquistas de Alejandro Magno (334-323 a. C.). Al establecer territorio en el Este, Alejandro Magno permitió una mayor comunicación entre los dos hemisferios, lo que continuaría a lo largo de la historia. Mil años después, aquellos territorios asiáticos conquistados por Alejandro Magno, como Iraq e Irán, se convirtieron en centros de movimientos religiosos con un enfoque en el cristianismo, el maniqueísmo y el zoroastrismo, que todos involucran textos sagrados como base, fomentando así la alfabetización, la erudición y la propagación de ideas. La lógica aristotélica pronto se incluyó en el plan de estudios de un centro de educación superior en Nísibis, ubicado al este de la frontera persa, y se utilizó para mejorar la discusión filosófica de la teología que tenía lugar en ese momento. El Corán, el libro sagrado del islam, se convirtió en una fuente importante de "teología, moralidad, ley y cosmología", como describe Lindberg, "el centro de la educación islámica". Después de la muerte de Mahoma en 632, el islam se extendió por toda la península arábiga, partes del Imperio bizantino, Persia, Siria, Egipto y Palestina mediante conquistas militares, consolidando la región como predominantemente musulmana. Si bien la expansión del imperio islámico fue un factor importante en la disminución de las barreras políticas entre esas áreas, aún existían una amplia gama de religiones, creencias y filosofías que podían moverse libremente y ser traducidas en todas las regiones. Este desarrollo permitió que se hicieran contribuciones en nombre del Este hacia la concepción occidental de ciencias como la alquimia.
Si bien esta transmisión de información y prácticas permitió un mayor desarrollo del campo, y aunque ambas se inspiraron en la lógica aristotélica y las filosofías helénicas, así como en aspectos místicos, también es importante tener en cuenta que existieron límites culturales y religiosos. Los elementos místicos y religiosos discutidos anteriormente en el artículo distinguieron la alquimia islámica de la de su contraparte occidental, dado que Occidente tenía predominantemente ideales cristianos sobre los cuales basar sus creencias y resultados, mientras que la tradición islámica difería en gran medida. Si bien los motivos diferían en ciertos aspectos, al igual que los cálculos, la práctica y el desarrollo de la alquimia y la química eran similares dada la naturaleza contemporánea de los campos y la capacidad con la que los científicos podían transmitir sus creencias.

### Contribuciones de los alquimistas islámicos a la alquimia mística
Marie-Louise von Franz describe en su introducción al "Libro de la Explicación de los Símbolos - Kitāb Ḥall ar-Rumūz" de Ibn Umail las contribuciones de la alquimia islámica de la siguiente manera: En los siglos VII y VIII, los estudiosos islámicos se preocupaban principalmente por traducir antiguos textos herméticos y gnósticos sin cambiarlos. Gradualmente comenzaron a "confrontar" su contenido con la religión islámica y comenzaron a "pensar de manera independiente y experimentar por sí mismos en el ámbito de la alquimia". De esta manera, añadieron "énfasis en la perspectiva monoteísta" (tawḥīd) y crearon cada vez más una sinopsis de las diversas tradiciones antiguas. Unificando así su significado, los estudiosos islámicos llegaron a la idea de que el secreto y objetivo de la alquimia era el logro de "una" experiencia psíquica interna, es decir, la imagen de Dios, y que la piedra, el agua, la prima materia, etc., eran "todos aspectos del misterio interno a través del cual el alquimista se une con el Dios trascendente". En segundo lugar, añadieron "un tono de sentimiento apasionado" mediante el uso de un lenguaje mucho más poético que los hermetistas antiguos, también otorgando "mayor énfasis al motivo de la coniunctio", es decir, imágenes de la unión del masculino y el femenino, el sol y la luna, el rey y la reina, etc. "Los maestros místicos del islam entendieron la alquimia como un proceso transformador de la psique del alquimista. El fuego que promovía esta transformación era el amor a Dios."

### Khālid ibn Yazīd
Según el bibliógrafo Ibn al-Nadim, el primer alquimista musulmán fue Khālid ibn Yazīd, quien se dice que estudió alquimia bajo el cristiano Marianos de Alejandría. La historicidad de esta historia no está clara; según M. Ullmann, es una leyenda. Según Ibn al-Nadīm y Ḥajjī Khalīfa, él es el autor de las obras alquímicas Kitāb al-kharazāt (El Libro de las Perlas), Kitāb al-ṣaḥīfa al-kabīr (El Gran Libro del Rollo), Kitāb al-ṣaḥīfa al-saghīr (El Pequeño Libro del Rollo), Kitāb Waṣīyatihi ilā bnihi fī-ṣ-ṣanʿa (El Libro de su Testamento a su Hijo sobre la Artesanía) y Firdaws al-ḥikma (El Paraíso de la Sabiduría), pero nuevamente, estas obras pueden ser seudopigráficas.

### Jābir ibn Ḥayyān

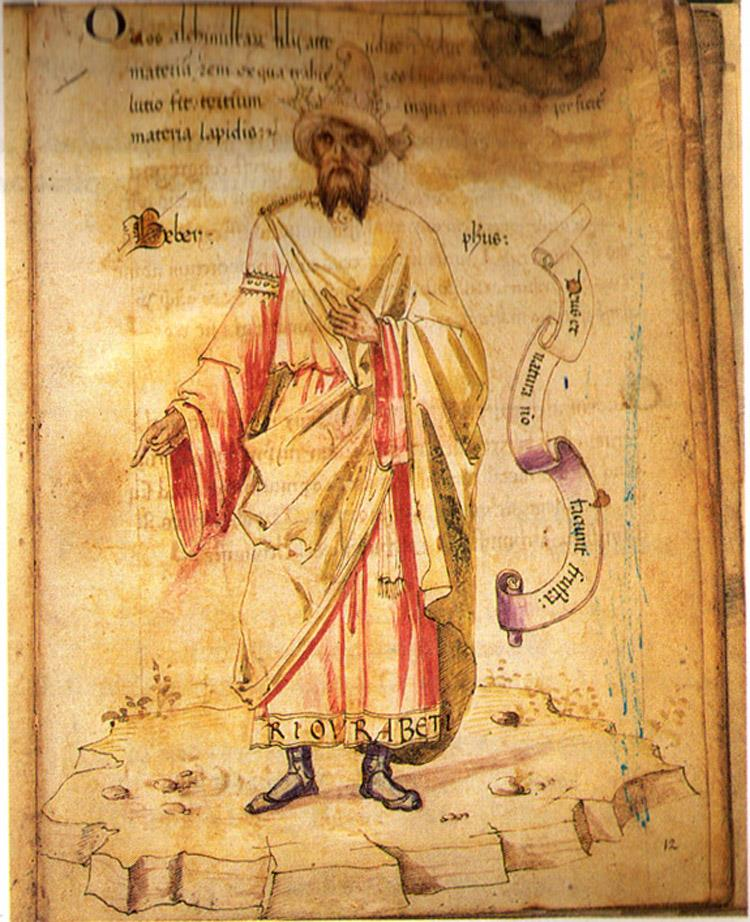
Representación artística del siglo XV de Jābir ibn Ḥayyān (Geber)

Jābir ibn Ḥayyān (árabe/persa: جابر بن حیان, fallecido c. 806-816), es el presunto autor de una enorme cantidad y variedad de obras en árabe, a menudo llamadas el corpus jabiriano. Conocido popularmente como el padre de la química, las obras de Jabir contienen la clasificación sistemática más antigua conocida de sustancias químicas y las instrucciones más antiguas conocidas para obtener un compuesto inorgánico (como el Cloruro de amonio o Sal amoniacal) a partir de sustancias orgánicas (como plantas, sangre y cabello) mediante medios químicos. Algunas obras jabirianas en árabe (como el "Libro de la Misericordia" y el "Libro de los Setenta") fueron traducidas al latín bajo el nombre latinizado "Geber". En el siglo XIII, un escritor anónimo, generalmente conocido como pseudo-Geber, comenzó a producir escritos alquímicos y metalúrgicos bajo este nombre.

### Abū Bakr al-Rāzī
Abū Bakr ibn Zakariyā’ al-Rāzī (latín: Rhazes), nacido alrededor de 865 en Rayy, fue principalmente conocido como un médico persa. Escribió varias obras alquímicas, incluida Sirr al-asrār (latín: Secretum secretorum; español: El Secreto de los Secretos).

### Ibn Umayl
Muḥammad ibn Umayl al-Tamīmī fue un alquimista egipcio del siglo X, perteneciente a la corriente simbólica-mística. Uno de sus trabajos supervivientes es Kitāb al-māʿ al-waraqī wa-l-arḍ al-najmiyya (El Libro del Agua Plateada y la Tierra Estrellada). Este trabajo es un comentario sobre su poema, el Risālat al-shams ilā al-hilāl (La Epístola del Sol a la Luna Creciente) y contiene numerosas citas de autores antiguos. Ibn Umayl tuvo una importante influencia en la alquimia medieval de Europa Occidental (latina), donde su trabajo se encuentra bajo diferentes nombres, principalmente como Senior o Zadith. Su obra "Agua Plateada" fue reimpresa como "Las Tablas Químicas de Senior Zadith" en la colección de textos alquímicos: Theatrum chemicum, y comentada por Pseudo Aquino en Aurora Consurgens. Ambos también presentan su imagen (modificada) del sabio sosteniendo una tabla química (ver imagen arriba).

### Al-Tughrai
Al-Tughrai fue un médico persa de los siglos XI-XII, cuya obra Masabih al-hikma wa-mafatih al-rahma (Las Lámparas de la Sabiduría y las Llaves de la Misericordia) es una de las primeras obras de ciencias materiales.

### Al-Jildaki
Al-Jildaki fue un alquimista egipcio que instó en su libro la necesidad de la química experimental y mencionó muchos experimentos en Kanz al-ikhtisas fi ma'rifat al-khawas por Abu 'l-Qasim Aydamir al-Jildaki.

## Teoría alquímica y química
|        | Caliente | Frío   |
| Seco   | Fuego    | Tierra |
| Húmedo | Aire     | Agua   |

Jābir analizó cada elemento aristotélico en términos de las cuatro cualidades básicas de calor, frío, sequedad y humedad de Aristóteles. Por ejemplo, el fuego es una sustancia que es caliente y seca, como se muestra en la tabla. Según Jābir, en cada metal dos de estas cualidades eran internas y dos externas. Por ejemplo, el plomo era externamente frío y seco pero internamente caliente y húmedo; en cambio, el oro era externamente caliente y húmedo pero internamente frío y seco. Creía que los metales se formaban en la Tierra por la fusión del azufre (que proporcionaba las cualidades calientes y secas) con el mercurio (que proporcionaba las cualidades frías y húmedas). Estos elementos, mercurio y azufre, debían pensarse no como elementos ordinarios sino como sustancias ideales e hipotéticas. El metal que se formaba dependía de la pureza del mercurio y el azufre y de la proporción en la que se combinaban. Más tarde, el alquimista al-Rāzī (c. 865-925) siguió la teoría mercurio-azufre de Jābir, pero añadió un tercer componente, el componente salino.
Así, según Jābir, al reorganizar las cualidades de un metal, se obtendría un metal diferente. Por este razonamiento, la búsqueda de la piedra filosofal fue introducida en la alquimia occidental. Jābir desarrolló una elaborada numerología en la que las letras raíz del nombre de una sustancia en árabe, tratadas con varias transformaciones, guardaban correspondencias con las propiedades físicas del elemento.

## Procesos y equipamiento
Al-Rāzī menciona los siguientes procesos químicos: destilación, Calcinación, solución, evaporación, cristalización, sublimación, filtración, amalgamación, y ceración (un proceso para hacer sólidos pastosos o fusibles.) Algunas de estas operaciones (calcination, solución, filtración, cristalización, sublimación y destilación) también se conocen como prácticas de alquimistas alejandrinos preislámicos.
En su Secretum secretorum, Al-Rāzī menciona el siguiente equipamiento:
- Herramientas para fundir sustancias (li-tadhwīb): hogar (kūr), fuelles (minfākh o ziqq), crisol (bawtaqa), el būt bar būt (en árabe, del persa) o botus barbatus (en latín), cucharón (mighrafa o milʿaqa), tenazas (māsik o kalbatān), tijeras (miqṭaʿ), martillo (mukassir), lima (mibrad).
- Herramientas para la preparación de medicamentos (li-tadbīr al-ʿaqāqīr): alambique y alambique ciego con tubo de evacuación (qarʿ o anbīq dhū khatm), matraces receptores (qābila), alambique ciego (sin tubo de evacuación) (al-anbīq al-aʿmā), aludel (al-uthāl), copas (qadaḥ), matraz (qārūra, plural quwārīr), frascos de agua de rosas (mā’ wardiyya), caldero (marjal o tanjīr), jarros de barro barnizados en el interior con sus tapas (qudūr y makabbāt), baño de agua o baño de arena (qidr), horno (al-tannūr en árabe, athanor en latín), horno cilíndrico pequeño para calentar aludel (mustawqid), embudos, tamices, filtros, etc.